# Acacia binervata
Acacia binervata é uma espécie de leguminosa do gênero Acacia, pertencente à família Fabaceae.